# Спорные заявления The New York Times
Газета The New York Times была вовлечена во множество споров с момента своего основания в 1851 году. Это одна из крупнейших газет в Соединенных Штатах Америки и мире, и считается, что она имеет всемирное влияние и читательскую аудиторию. Издание обвиняли в антисемитизме, предвзятости, и в том, что оно сыграло заметную роль во влиянии на войну в Ираке из-за вводящего в заблуждение освещения ситуации с Саддамом Хусейном.

## Освещение российской революции (1917—1920)
В 1920 году Уолтер Липпманн и Чарльз Мерц исследовали освещение русской революции в The New York Times с 1917 по 1920 год. Их результаты, опубликованные в качестве приложения к The New Republic, пришли к выводу, что репортажи The New York Times не были ни объективными, ни точными, добавив, что новости газеты не были основаны на фактах, а «определялись надеждами людей, составлявших новостные организации». Липпманн и Мерц утверждали, что газета ссылалась на события, которых не было, на зверства, которых не было, и что она не менее 91 раза сообщала о том, что большевистский режим находится на грани краха. «Новости о России — это пример того, что люди хотели видеть, а не того, что произошло», — написали Липпманн и Мерц. «Главный цензор и главный пропагандист был надеждой и страхом в умах репортеров и редакторов».

## Освещение Голодомора
Газету The New York Times критиковали за работу репортера Уолтера Дюранти, который был руководителем её московского бюро с 1922 по 1936 год. В 1931 году Дюранти написал серию статей о Советском Союзе и получил Пулитцеровскую премию за свою работу в то время; однако его критиковали за отрицание повсеместного голода, особенно Голодомора, голода в Украине в 1930-х годах.
В 2003 году, после того как Пулитцеровский совет начал новое расследование, газета «Таймс» наняла Марка фон Хагена, профессора русской истории Колумбийского университета, для обзора работы Дюранти. Фон Хаген считал отчеты Дюранти несбалансированными и некритическими и слишком часто отражавшими сталинистскую пропаганду. В комментариях для прессы он заявил: «Ради чести The New York Times надо отобрать премию».

## Освещение Холокоста
The New York Times подверглась критике за освещение Холокоста. Согласно книге Лорел Лефф «Похороненные Таймс» изданной в 2005 году, газета упоминала только на последних страницах истории о геноциде европейских евреев и избегала упоминаний о еврейских жертвах преследований, депортаций и лагерей смерти. В период с 1939 по 1945 год «Таймс» опубликовала на первых полосах более 23 000 статей, половина из которых была о Второй мировой войне, и только 26 были о Холокосте. В документальном фильме «Репортаж о „Таймс“: как газета проигнорировала Холокост» бывшие редакторы газеты заявили, что было принято сознательное решение избегать освещение Холокоста в газете.
Решению скрывать и минимизировать Холокост приписывают различные мотивы, и все они связаны с тогдашним издателем Артуром Хейсом Сульцбергером, который был евреем. Некоторые считают, что Сульцбергер опасался, что «Таймс» «будут рассматриваться как „особого защитника евреев“» — в то время, когда антисемитизм был относительно распространен в Соединенных Штатах — если Холокосту будет уделено более заметное внимание. Другие указывают на антисионистские взгляды Сульцбергера как на более сильный мотив. Еврей-реформист и активный сторонник Американского совета по иудаизму, оба из которых активно подчеркивают антисионизм, Сульцбергер считал, что европейские евреи частично ответственны за свою гибель в Холокосте. Даже личного посещения концентрационного лагеря было недостаточно, чтобы поколебать это убеждение. В речи 1946 года, менее чем через год после посещения концентрационного лагеря, Сульцбергер заявил: «По моему мнению, тысячи мертвых могли бы сейчас быть живы», если бы «сионисты» уделяли «меньше внимания государственности». В другой речи в том же году Сульцбергер преуменьшил тяжелое положение перемещенных евреев, заявив, что «они составляют „всего лишь незначительный процент от общего числа перемещенных лиц“ и поэтому не должны получать столько внимания». По данным Международного альянса памяти Холокоста, «попытки обвинить евреев в том, что они стали причиной собственного геноцида» и «грубая минимизация числа жертв Холокоста» являются формами отрицания и искажения Холокоста.
В сентябре 1996 года газета «Таймс» опубликовала заявление, в котором призналась, что «недооценивала значение Холокоста в то время, когда он происходил», и что «выдержки из газеты показывают, что критика обоснованна».

## Проблемы корпоративного влияния
В своей книге «Производство согласия» (1988) Эдвард С. Херман и Ноам Хомский анализируют основные средства массовой информации США, уделяя особое внимание «Таймс». Они считают, что существует предвзятость, которая не является ни либеральной, ни консервативной по своей природе, а ориентирована на интересы корпораций, которые владеют большинством этих СМИ и также обеспечивают большую часть их доходов от рекламы. Авторы объясняют, что эта предвзятость действует по-разному:
путём выбора тем, распределения проблем, акцентирования и постановки проблем, фильтрации информации, ограничения дебатов определёнными рамками. Они определяют, отбирают, формируют, контролируют, ограничивают — чтобы служить интересы доминирующих, элитных групп общества

Хомский и Герман также затрагивают важность этой предполагаемой предвзятости в «Таймс»:
История — это то, что появляется в архивах «Нью-Йорк Таймс»; место, куда люди пойдут, чтобы узнать, что произошло, — это «Нью-Йорк Таймс». Поэтому чрезвычайно важно, чтобы история была оформлена соответствующим образом, чтобы появлялись определённые вещи, определённые вещи не появляются, определённые вопросы задаются, другие вопросы игнорируются и вопросы формулируются определённым образом

## Расследование в Лос-Аламосе (1999)
В 1999 году The New York Times опубликовала серию статей о предполагаемой краже секретных документов из Национальной лаборатории Лос-Аламоса в Нью-Мексико. Имя главного подозреваемого, гражданина США тайваньского происхождения Вэнь Хо Ли, стало известно газете The New York Times чиновниками Министерства энергетики США. Ли было предъявлено обвинение по 59 пунктам обвинения, и он был заключен в одиночную камеру на 278 дней, пока не согласился на сделку о признании вины со стороны правительства. Предполагаемое нарушение безопасности стало катализатором создания Национальной администрации по ядерной безопасности. Ли был освобожден после того, как обвинение правительства не удалось доказать.
Президент Билл Клинтон принёс публичные извинения доктору Ли за то, что с ним сделали. Федеральный судья, ведущий это дело, Джеймс Обри Паркер, заметил, что «высшие лица, принимающие решения в исполнительной власти… поставили в неловкое положение всю нашу нацию и каждого из нас, являющихся её гражданами». Ли подал иск в соответствии с Законом о конфиденциальности, в котором утверждается, что должностные лица передали средствам массовой информации ложную и компрометирующую информацию до того, как были предъявлены обвинения. Иск Ли был урегулирован в 2006 году, незадолго до того, как Верховный суд США должен был решить, рассматривать ли это дело. Проблемы были аналогичны тем, которые возникли в ходе уголовного расследования по делу Плейма, когда репортер The New York Times Джудит Миллер провела два с половиной месяца в тюрьме, вместо того чтобы раскрыть свой источник в правительстве.

## Колонки об атаке сибирской язвы (2002)
В 2002 году обозреватель The New York Times Николас Кристоф написал серию колонок, косвенно предполагая, что Стивен Хэтфилл, бывший исследователь бактериологической войны в армии США, названный ФБР «лицом, представляющим интерес», может быть может быть «вероятным виновником» атак сибирской язвы в 2001 году. Хэтфиллу так и не было предъявлено обвинение в каком-либо преступлении. В 2004 году Хэтфилл подал в суд на The New York Times и Кристофа за клевету, заявив о клевете и умышленном причинении эмоционального страдания. После нескольких лет разбирательств дело было прекращено в 2007 году, а решение о прекращении дела было оставлено в силе в апелляционной инстанции. В 2008 году дело было обжаловано в Верховном суде США, который отказался предоставить истребование дела, фактически оставив увольнение в силе. Основанием для увольнения послужило то, что Хэтфилл был «общественным деятелем» и не доказал злого умысла со стороны The New York Times.

## Плагиат (2003)

### Джейсон Блэр
В 2003 году The New York Times признала, что Джейсон Блэр, один из её репортеров, на протяжении нескольких лет неоднократно совершал журналистские мошенничества . Блэр немедленно подал в отставку после инцидента. Также были подняты вопросы позитивной дискриминации в журналистике, поскольку Блер — афроамериканец. Джонатан Лэндман, редактор Блэра, сказал, что, по его мнению, то, что Блэр был чёрным, сыграло большую роль в повышении Блэра в 2001 году до штатного сотрудника. Два главных редактора газеты — Хауэлл Рейнс, исполнительный редактор, и Джеральд М. Бойд, первый афроамериканский столичный редактор и главный редактор The New York Times — подали в отставку после инцидента.

## Отношения с разведывательным сообществом

### Джудит Миллер

#### Вторая война в Ираке
Джудит Миллер написала серию широко известных статей, в которых говорилось, что президент Ирака Саддам Хусейн занимался поиском материалов, которые можно было бы использовать для изготовления ядерного оружия. Главной среди них была статья на первой полосе, в которой сообщалось о покупке Ираком алюминиевых трубок, «которые, по мнению американских чиновников, предназначались в качестве компонентов центрифуг для обогащения урана». По словам автора Майкла Массинга, алюминиевые трубки, упомянутые в речи государственного секретаря Колина Пауэлла в Организации Объединённых Наций стали «ключевой опорой в аргументах администрации в пользу войны, и „Таймс“ сыграла решающую роль в её легитимации». Репортажи об алюминиевых трубках и их доверие об участнике антисаддамовской кампании Ахмеде Чалаби как об источнике, вскоре стал ведущим критиком репортажей Times, предшествовавших вторжению в Ирак в 2003 году. В 2004 году газета «Таймс» опубликовала редакционную статью, в которой признала, что она некритически распространяла утверждения своих источников в разведке и способствовала общей «системе дезинформации», связанной с ядерными амбициями Ирака.

#### Роман Валери Плейм
В октябре 2005 года Джудит Миллер была освобождена из тюрьмы спустя 85 дней, после согласия дать показания перед большим жюри специального прокурора Патрика Фицджеральда после получения личного отказа, как по телефону, так и в письменной форме, от её предыдущего соглашения о конфиденциальности с Льюисом Скутером. Ни один другой репортер, чьи показания требовались по этому делу, не получил такой прямой и подробной информации. Её тюремное заключение способствовало усилиям Конгресса принять федеральный закон о защите, сравнимый с законами штатов о защите, которые защищают репортеров в 31 из 50 штатах США. После второго выступления перед большим жюри Миллер была освобождена от ответственности за неуважение к решению суда. Миллер ушла из газеты 9 ноября 2005 года.

## Споры о рекламе MoveOn.org (2007)
10 сентября 2007 года газета опубликовала полностраничную рекламу MoveOn.org, ставящую под сомнение честность генерала Дэвида Петреуса, командующего силами США в Ираке, в статеье под названием «Генерал Петреус или генерал предает нас?». The Times взяла с либеральной группы активистов MoveOn.org 65 000 долларов за рекламу. После того как New York Post опубликовала статью, в которой говорилось, что Times имеет политическую предвзятость в расценках на рекламу, пресс-секретарь газеты заявила, что она «не различает расценки на рекламу на основе политического содержания рекламы» и что «специалисты по рекламе не видели содержания объявления до того, как была указана цена». Покупатель покупает рекламу без гарантии конкретной даты или конкретного размещения в газете. MoveOn приобрела объявление с резервным тарифом. Последующая полностраничная реклама, купленная кандидатом в президенты от республиканской партии Руди Джулиани, чтобы опровергнуть исходную рекламу MoveOn.org, была куплена по тому же резервному тарифу. Позже MoveOn заплатила The Times полную стоимость, после того как газета заявила, что «представитель по продажам рекламы допустил ошибку», «не сумев дать понять, что по этой ставке Times не может гарантировать размещение в понедельник, но оставил MoveOn.org с пониманием, что тогда реклама будет показана».
Реклама также вызвала споры, поскольку во внутреннем руководстве по рекламе Times говорилось: «Мы не принимаем рекламу, выражающую мнение, которая представляет собой нападки личного характера». Руководитель «Таймс», который одобрил размещение рекламы, «заявил, что, хотя она была „грубой“, он расценил её как комментарий по поводу управления государственным должностным лицом своим офисом и, следовательно, как приемлемую для печати в газете».

## Отчёт о случаях лакросса из Дьюкского университета
Дэниел Окрент, бывший омбудсмен Times, признал предвзятость в освещении дела в своей газете. Он сказал: «Это была слишком восхитительная история. Она слишком хорошо соответствовала слишком многим предвзятым представлениям слишком многих в прессе: белые против черных, богатые над бедными, спортсмены над неспортсменами, мужчины над женщинами, образованные над необразованными. Ух ты! Это набор грехов, который действительно соответствует предубеждениям многих из нас».

## Критика Джона Маккейна
Газета The New York Times от 21 февраля 2008 года опубликовала клеветническую статью о якобы предполагаемых отношениях республиканца Джона Маккейна с лоббисткой Вики Айсман и других отношениях с группами с особыми интересами. Статья получила широкую критику как среди либералов, так и среди консерваторов, сторонников и противников Маккейна, а также деятелей радио. Роберт С. Беннетт, которого Маккейн нанял, чтобы представлять его в этом вопросе, был специальным следователем во время скандала с Китинг Файв, о котором The Times вновь упомянула в статье, сказал, что тогда он полностью расследовал деятельность Маккейна, и предложил сенатскому комитету по этике не выдвигать обвинения против Маккейна.
И если есть что-то, в чём я абсолютно уверен, так это то, что Джон Маккейн — честный и честный человек. Я рекомендовал сенатскому комитету по этике исключить его из дела, чтобы против него не было никаких улик, и я думаю, что то, что газета «Нью-Йорк Таймс» раскопала это, просто показывает, что публичное заявление сенатора Маккейна по этому поводу верно. Это клеветническая работа. Мне очень жаль".
Бывший сотрудник президента Билла Клинтона и активист кампании Хиллари Клинтон Лэнни Дэвис заявили, что статья «не имеет смысла». Заявив, что он не поддерживает заявку Маккейна на Белый дом, Дэвис, который сам лоббировал то же самое, что Айсман лоббировал Маккейна, сказал, что Маккейн только написал письмо в Федеральную комиссию по связи, чтобы попросить их «действовать как можно скорее», и отказался писать письмо в поддержку продажи телестанции, о которой говорилось в статье. Журналистские обозреватели также раскритиковали статью, хотя и в более мягких выражениях. Том Розенстил, директор Проекта передового опыта в журналистике, предположил, что в статье не проясняется природа предполагаемого «неуместного» поведения Маккейна: «Формулировка слишком расплывчата». Статью раскритиковали в Белом доме и несколькими новостными организациями, включая редакционную коллегию San Francisco Chronicle. Комментатор Билл О'Рейли поднял вопрос о том, почему 25 января 2008 года газета поддержала Маккейна в качестве кандидата от республиканской партии, если у них была информация, утверждающая о ненадлежащих отношениях. Газета Boston Globe, принадлежащая Times, отказалась опубликовать эту историю, решив вместо этого опубликовать версию той же статьи, написанную конкурирующими сотрудниками Washington Post. Эта версия почти исключительно сосредоточена на повсеместном присутствии лоббистов в предвыборной кампании Маккейна и не упоминает сексуальные отношения, на которые намекала статья «Таймс».
В ответ на критику редактор Times Билл Келлер был «удивлён объёмом» и «насколько однобоким было мнение против нашего решения [опубликовать статью]». Разнообразные мнения читателей были обобщены в отдельной статье Кларка Хойта, общественного редактора «Таймс», который заключил: «Я думаю, неправильно сообщать о предположениях или опасениях анонимных помощников по поводу того, не ложится ли босс не в ту постель».
В сентябре 2008 года старший помощник Маккейна Стив Шмидт заявил: «Чем бы ни была The New York Times когда-то, сегодня она ни по каким стандартам не является журналистской организацией. Это организация, выступающая в поддержку Обамы, которая каждый день ставит под сомнение кампанию Маккейна. , нападает на сенатора Маккейна, нападает на губернатора Пэйлин… Всё, что написано в „Нью-Йорк Таймс“ с нападками на эту кампанию, должно быть оценено американским народом с этой точки зрения».
В декабре 2008 года Айсман подала иск против The New York Times, утверждая, что газета оклеветала её, ложно намекнув на её незаконные романтические отношения с Маккейном. В феврале 2009 года иск «был урегулирован без оплаты, и The Times не отозвала статью». Однако необычно то, что Times согласилась опубликовать заявление адвокатов Исемана на сайте Times.

## Ошибки Алессандры Стэнли
Алессандра Стэнли — телевизионный критик. Были высказаны жалобы на точность её отчетов. В её материале об Уолтере Кронкайте 18 июля 2009 года было восемь фактических ошибок. Кларк Хойт, общественный редактор The New York Times, описал Стэнли как «которую редакторшу и очень восхищаются интеллектуальным весом её освещения телевидения», но «с историей ошибок». The New York Times была вынуждена напечатать исправление:
Субботняя оценка карьеры Уолтера Кронкайта включала ряд ошибок. В некоторых экземплярах неверно указана дата убийства Мартина Лютера Кинга-младшего и неверно упомянуто освещение Кронкайтом дня «Д». Кинг был убит 4 апреля 1968 года, а не 30 апреля. Г-н Кронкайт прикрывал высадку в день «Д» с военного самолёта; он не штурмовал пляжи. Кроме того, Нил Армстронг ступил на Луну 20 июля 1969 года, а не 26 июля. «Вечерние новости CBS» обогнали «Репортаж Хантли-Бринкли» на канале NBC в рейтингах в течение телевизионного сезона 1967-68, а не после Чета. Хантли вышел на пенсию в 1970 году. Для передачи репортажей корреспондентов со всего мира использовался спутник связи Telstar, а не Telestar. Говард К. Смит не был одним из корреспондентов CBS, к которым г-н Кронкайт обращался за репортажами с мест после того, как в 1962 году стал ведущим программы «Вечерние новости CBS»; он покинул CBS до того, как г-н Кронкайт стал ведущим. Из-за ошибки редактирования в оценке также было неверно указано название информационного агентства, в котором г-н Кронкайт был главой московского бюро после Второй мировой войны. В то время это была United Press, а не United Press International.

Более ранняя спорная формулировка была опубликована 5 сентября 2005 года в статье об урагане «Катрина». Позже The Times признала, что в материале были фактические ошибки.

## Антииндийские настроения
Статья, опубликованная в 2017 году в «Таймс» (под названием «В Индии мода стала националистическим делом»), подверглась критике со стороны индийских пользователей Твиттера и некоторых комментаторов, таких как Барха Датт, за предположение, что сари было перенято движением Хиндутва. Критики назвали статью неточной и востоковедной.

## Подкаст Халифата
Подкаст The New York Times «Халифат» неоднократно подвергался критике после того, как Абу Хузайфа аль-Канади признался в подкасте, что он «убивал людей», когда сражался на стороне террористической группировки «Исламское государство». После его заявления многие консерваторы призвали принять меры против него, в том числе Кэндис Берген. Она раскритиковала либеральное правительство после того, как не приказала привлечь к нему правоохранительные органы. Кэндис Берген также призвал министра общественной безопасности Ральфа Гудейла раскрыть, знает ли правительство, где он находится, но Гудейл заявил, что это «противники обеспечению безопасности канадцев». Абу Хузайфа также получил опасения от тележурналистки Дайаны Суэйн о том, что он, возможно, «лжёт» The New York Times или CBC News.
В декабре 2020 года The New York Times признала, что не может проверить утверждения, содержащиеся в подкасте. Позже подкаст был исключен из списка финалистов Пулитцеровской премии, созданной газетным магнатом венгерско-еврейского происхождения Джозефом Пулитцером (1847—1911).

## Публикация утекших фотографий взрыва в Манчестере (2017)
24 мая 2017 года газета The New York Times вызвала возмущение среди британской полиции и правительства, опубликовав просочившиеся фотографии, показывающие место взрыва на Манчестер-Арене. Начальники полиции по борьбе с терроризмом заявили, что утечка подорвала их расследование, а также доверие жертв и свидетелей. The New York Times опубликовала фотографии, которые, по её словам, были собраны британскими властями на месте нападения, включая остатки рюкзака, гайки и винты, а также устройство, идентифицированное как «возможный детонатор». Сообщается, что полиция Большого Манчестера была «в ярости» и заявила, что прекратит делиться информацией с Соединенными Штатами. Президент Дональд Трамп на следующий день на саммите НАТО осудил утечки информации в СМИ, назвав их «глубоко тревожными» и «серьезной угрозой нашей национальной безопасности». The New York Times выступила в защиту своего решения опубликовать фотографии, заявив, что они «не являются ни наглядными, ни неуважительными по отношению к жертвам».

## Найм Сары Чон (2018)
В августе 2018 года газета наняла Сару Чон в качестве ведущего автора по технологиям в свою редакционную коллегию, начиная с сентября.[98] Принятие на работу вызвало резко негативную реакцию в консервативных СМИ, которые выделили уничижительные твиты о белых людях, которые Сара Чон публиковала в основном в 2013 и 2014 годах. Критики охарактеризовали её твиты как расистские; Сара Чон сказала, что эти посты были «контртроллингом» в ответ на преследование, которому она подверглась, и что она сожалеет о том, что применила эту тактику. The Times оправдалась, что просмотрела её историю в социальных сетях, прежде чем нанять её, и что не одобряет эти сообщения.

## Антисемитизм и антисионизм
30 сентября 2000 года в новостном репортаже в New York Times был показан истекающий кровью юноша рядом с кричащим израильским солдатом, размахивающим дубинкой. Подпись гласила: «Израильский полицейский и палестинец на Храмовой горе». Фотография использовалась как изображение агрессии израильтян против палестинцев на сайтах правительства Египта и исламского информационного центра, а также в онлайн-призывах бойкотировать Coca-Cola за ведение бизнеса с Израилем. В действительности, на фотографии был изображён американский еврейский юноша Тувия Гроссман, избитый толпой палестинцев, которого израильский военный с дубинкой спасал от этой толпы в Иерусалиме во время в начале Второй интифады. Отец Тувии отправил письмо в New York Times, но газета сначала исправила подпись лишь частично.
25 апреля 2019 года международное печатное издание опубликовало карикатуру португальского карикатуриста Антониу Морейры Антунеса, на которой изображены президент США Дональд Трамп и премьер-министр Израиля Биньямин Нетаньяху. Дональд Трамп был изображен в кипе, а Нетаньяху — в образе собаки Трампа с ошейником со Звездой Давида. Израильский выпуск газеты вышел в свет в конце Песаха. После критики со стороны общественных и религиозных деятелей газета New York Times подтвердила, что использует антисемитские штампы. 28 апреля она принесла извинения. 1 мая 2019 года газета Times объявила, что редактор, опубликовавший карикатуру, имя которого никогда не разглашалось, якобы будет «привлечен к дисциплинарной ответственности». 10 июня 2019 года, ссылаясь на антисемитскую карикатуру, Times объявила, что её международное издание прекращает публикацию ежедневных политических карикатур.
22 августа 2019 года выяснилось, что редактор политического отдела газеты  Том Райт-Пьерсанти опубликовал несколько антисемитских твитов, работая в другом издании, прежде чем присоединиться к New York Times. Он также опубликовал несколько антииндийских твитов. Его твиты включали такие фразы, как «Год дерьмового еврея» и «Еврейская полиция». Издание рассмотрело его будущее, но в конечном итоге решило оставить его у себя и разрешить продолжить работать.
23 сентября 2021 года в статье, написанной репортером Кэти Эдмондсон, говорилось, что представитель Александрия Окасио-Кортес со слезами на глазах изменила свой голос с «против» на «за» при голосовании за финансирование Железного купола из-за давления, оказанное на Александрию Окасио-Кортес «влиятельными лоббистами и раввинами». Это утверждение подверглось критике на том основании, что обсуждение «влиятельных раввинов» перекликалось с антисемитскими стереотипами. Критики спрашивали, какие раввины имели влияние на Окасио-Кортес, на каком основании депутатке были приписаны подобные мотивы; и почему нельзя поддержать «Железный купол» (оборонительный комплекс, защищающий мирное население) без влияния лоббистов или раввинов. Представитель Ричи Торрес назвал статью Эдмондсона примером «рутинного антисемитизма»; фраза «влиятельные раввины» была тайно изменена в онлайн-версии, но появилась в печати.
В 2022 году газета подверглась критике после того, как многие читатели заявили, что её сетка кроссвордов от 18 декабря напоминает нацистскую свастику. Некоторые были особенно расстроены тем, что головоломка была опубликована в первую ночь Хануки. В заявлении New York Times утверждается, что сходство было непреднамеренным и обусловлено вращательной симметрией сетки. Газета также подвергалась критике в 2017 и 2014 годах за сетки кроссвордов, напоминающие свастику, которую она оба раза защищала как совпадение.
9 ноября 2023 года организация HonestReporting обнаружила, что фотограф New York Times Юсеф Масуда снимал эпизоды террора организации ХАМАС во время внезапного нападения на Израиль 7 октября 2023 года. В то время как Associated Press и CNN заявили, что прекратили сотрудничество с фрилансером, который был с ХАМАС, The New York Times, наоборот, поддержала и похвалили работу фрилансера. По информации «Радио Свобода», газета категорически выступила в защиту фотокорреспондента Юсефа Масуда, заявив, что работа журналистов-фрилансеров „часто требует отправляться навстречу опасности, чтобы предоставить свидетельство из первых рук и сообщить о важных новостях“».

## Задержка публикации истории о слежке АНБ без ордера в 2005 году
Газета New York Times узнала о программе несанкционированной слежки Агентства национальной безопасности (АНБ) ещё осенью 2004 года, перед президентскими выборами 2004 года между Джорджем Бушем и Джоном Керри. Однако газета не публиковала репортажи о секретной программе (полученные Джеймсом Райзеном и Эриком Лихтблау) до конца декабря 2005 года, спустя более года. Опубликовав статью, газета сообщила, что отложила публикацию, поскольку Белый дом Джорджа Буша утверждал, что публикация «может поставить под угрозу продолжающиеся расследования и предупредить потенциальных террористов о том, что они могут оказаться под пристальным вниманием». История New York Times вызвала дебаты, и Los Angeles Times отметила, что «критики слева задаются вопросом, почему газета так долго ждала публикации статьи, а те, кто справа, задаются вопросом, почему она вообще была опубликована». Исполнительный редактор Билл Келлер отрицал, что время публикации репортажа было связано с какими-либо внешними событиями, такими как парламентские выборы в Ираке в декабре 2005 года, предстоящая публикация книги Райзена «Состояние войны: секретная история ЦРУ и администрации Буша» или продолжавшиеся в то время дебаты по поводу повторного принятия Патриотического Акта. Райзен и Лихтблау получили Пулитцеровскую премию в области национальной журналистики в 2006 году
В интервью в 2013 году Келлер заявил, что газета решила не публиковать эту статью после того, как на неё оказала давление администрация Буша и руководитель вашингтонского бюро The New York Times Филип Таубман посоветовал не делать этого, и что «три года спустя 9/11 мы, как страна, все ещё находились под влиянием этой травмы, и мы, как газета, не были застрахованы».
В 2014 году PBS Frontline взяла интервью у Ризена и Лихтблау, которые сказали, что изначально план газеты заключался в том, чтобы вообще не публиковать эту историю, и что «редакторы были в ярости на меня» и «думали, что я проявляю неподчинение». Ризен написал свою книгу о разоблачениях массовой слежки после того, как Times отклонила публикацию статьи и выпустила её только после того, как Ризен сказал им, что опубликует книгу. Другой репортер сообщил NPR, что газета «избежала катастрофы», опубликовав в конечном итоге эту историю. Также в 2014 году Эдвард Сноуден сослался на задержку с репортажами, решив не предоставлять The New York Times свою информацию о глобальных программах наблюдения, а вместо этого Сноуден решил обратиться в Guardian и The Washington Post.

### Комментарии
1. ↑  ХАМАС признан террористической организацией Европейским союзом, Организацией американских государств и властями Аргентины, Австралии, Великобритании, Израиля, Канады, Новой Зеландии, Парагвая, США и Японии. Его деятельность также запрещена в Иордании и Египте.